# Clara Galle
Clara Galle, pseudonimo di Clara Huete Sánchez (Pamplona, 15 aprile 2002), è un'attrice e modella spagnola, nota per aver interpretato il ruolo di Raquel Mendoza nella serie cinematografica iniziata con Dalla mia finestra e quello di Eva Merino nella serie La scuola dei misteri.

## Biografia
È nata il 15 aprile 2002 a Pamplona, nella comunità di Navarra (Spagna), fin da piccola ha mostrato un'inclinazione per la recitazione.

## Carriera
Clara Galle fin da piccola ha mostrato interesse per il mondo della recitazione, motivo per cui ha conseguito il diploma di maturità artistica presso l'Istituto Plaza de la Cruz, oltre ad aver seguito corsi di danza contemporanea e urbana. Ha iniziato però come modella, proponendosi nell'estate 2018 alla Salvador Agency di Madrid, che la assume. Nell'aprile 2019 ha girato il suo primo spot pubblicitario per la campagna natalizia di Tous, con protagonista l'attrice statunitense Emma Roberts. Ha anche lavorato a campagne turistiche per Andorra ea uno spot di Fanta. Inoltre, è stata l'immagine dei negozi di abbigliamento nella sua città natale, Pamplona, ed ha collaborato con marchi come Nyx, Arizona Vintage e Kaotiko. Nel 2020 si è trasferita a Madrid per studiare storia dell'arte presso l'Università Complutense di Madrid.
Nel 2020 ha recitato nel cortometraggio A ver si entiendo diretto da Román Reyes. Nell'ottobre 2021, ha recitato nel videoclip del singolo di Sebastián Yatra, Tacones rojos. Nel febbraio 2022, ha interpretato il ruolo della protagonista Raquel Mendoza nel film di Netflix Dalla mia finestra (A través de mi ventana) diretto da Marçal Forés, accanto all'attore Julio Peña Fernández. Il film è stato girato nel 2021 ed era basato sull'omonimo romanzo della scrittrice venezuelana Ariana Godoy.
Nell'aprile 2022 è entrata a far parte del cast della seconda stagione della serie di Prime Video La scuola dei misteri (El internado: Las Cumbres), dove ha interpretato il ruolo di Eva Merino. Nel 2023 è tornata a ricoprire il ruolo della protagonista Raquel Mendoza nel sequel del film Dalla mia finestra (A través de mi ventana), intitolato Dalla mia finestra: Al di là del mare (A través del mar), seguito nel 2024 dal terzo sequel intitolato Dalla mia finestra: Guardando te (A través de tu mirada). Nello stesso anno ha ottenuto il ruolo di Greta nella serie di Netflix Ni una más. Nel 2025 interpreta il ruolo di Amaia Olaberria nella serie di Netflix, Olympo. 

## Filmografia

### Cinema
- Dalla mia finestra (A través de mi ventana), regia di Marçal Forés (2022)
- Dalla mia finestra: Al di là del mare (A través del mar), regia di Marçal Forés (2023)
- Dalla mia finestra: Guardando te (A través de tu mirada), regia di Marçal Forés (2024)

### Televisione
- La scuola dei misteri (El internado: Las Cumbres) – serie TV, 8 episodi (2022)
- Ni una más – serie TV, 8 episodi (2024)
- Olympo – serie TV, 8 episodi (2025)

### Cortometraggi
- A ver si entiendo, regia di Román Reyes (2020)

### Video musicali
- Tacones rojos di Sebastián Yatra (2021)

## Programmi televisivi
- Los Felices veinte (2022)

## Spot pubblicitari
- Tous (2019)
- Turismo Andorra (2019)
- Fanta (2020)

## Doppiatrici italiane
Nelle versioni in italiano dei suoi film e delle sue serie TV, Clara Galle è stata doppiata da:
- Margherita De Risi[34] in Dalla mia finestra[35], Dalla mia finestra: Al di là del mare[36], Dalla mia finestra: Guardando te[37], Ni una más, Olympo